# Norsjö Idrottsförening
O Norsjö Idrottsförening, ou simplesmente Norsjö IF, é um clube de futebol da Suécia. Sua sede fica localizada em Norsjö.